# 达海
达海（转写：Dahai；1595年—1632年），觉尔察氏，满洲正蓝旗人，通晓蒙、汉语，清太宗皇太极赐号“巴克什”。他在噶盖和额尔德尼创制满文的基础上使之最终完善，因而在满洲人中有“圣人”之美誉。

## 生平
达海的先世居住于觉尔察，以地名为姓氏。祖父博洛在清太祖努尔哈赤开国之时归附，隶属于满洲正蓝旗。父亲艾密禅官至散秩大臣，达海是其第三子。达海的长兄丹谭，曾任乌赫理大；次兄丹布任武备院大臣，在大凌河之役阵亡。
达海自幼聪颖，九岁的时候就通晓满、汉语言文字。二十岁时，清太祖召入文馆，与明朝、蒙古、朝鲜遣使通信，皆由达海起草；在国内传令，有兼用汉文的时候，也都由达海奉旨传宣，皆称清太祖本意。不久，奉命翻译《明会典》及《素书》、《三略》。此后，有人告发达海与清太祖侍女扎纳有染，被拟定死罪，后因达海通晓汉语，得以免死，改为囚禁。
清太宗皇太极即位后，将文馆分为两部分，一部分负责记录国政，而达海则与刚林、苏开、顾尔马浑、托布戚负责翻译汉字书籍。天聪三年（1629年），清太宗绕道蒙古直接攻打北京，途中击破满桂等四路总兵的部队。后因北京城久攻不下，清太宗派遣达海作书与明朝议和，明朝闭关拒绝接受。于是清太宗命达海作书二通，一封放置在德胜门外，另一封放置在安定门外，随后班师。天聪四年（1630年），后金再度攻打明朝，行军至沙河驿，清太宗命达海用汉语发布上谕进行劝降。不久后金攻克永平，达海奉命持黄旗登城，用汉语发布上谕，城中军民望见，都跪呼“万岁”。降将孟乔芳、杨文魁、杨声远跟随贝勒阿巴泰入见清太宗，也由达海用汉语慰劳。三屯营、汉儿庄投降后，明军袭击了三屯营。清太宗担心汉儿庄趁势复叛，命达海以汉语进行安抚。同年，由达海等人所翻译的书宣告完成，得授游击之职。天聪五年（1631年）七月，赐号“巴克什”。九月，再度攻打明朝，击破大凌河守军，清太宗命达海用汉语招降总兵祖大寿。赐宴之时，再命达海传谕慰劳。
天聪六年（1632年）三月，因之前由噶盖和额尔德尼二人创制的满文照搬蒙古语字母，存在着诸多清浊辅音以及元音o和ū采用相同字母以至于难以分辨的情况，所以清太宗谕令达海改制满文。达海在满文旁加圈点以分辨不同辅音和元音。又添加双元音字头，使得满文同汉字对音之时更加准确，自此满文才创制成功。同年六月，达海患病。次月，病情急转直下。清太宗听说后，十分悲伤，派遣侍臣前去探病，赏赐达海蟒缎，并表示将优恤其子。达海十分感激，但已经无法说话，几日后去世，时年三十八岁。当时达海正负责翻译《通鉴》、《六韬》、《孟子》、《三国演义》、《大乘经》，皆未能完成。达海有子四人，其中长子雅秦袭骑都尉世职，任佐领。天聪十年（1636年），赐谥文成。康熙八年（1669年）五月，清圣祖听从其孙禅布的请求，立碑以纪念达海创制满文的功绩。
达海因为完善满文创制，在满洲人中被公推为圣人。他的子孙，男子系紫带，地位仅次于爱新觉罗氏；而女子则不参加八旗选秀。

## 轶事
- 达海开始创制满文的时间有天聪六年、天聪三年和天命年间三种说法[10]。
- 康熙年间，国子监祭酒阿理瑚曾奏请清圣祖将达海附祀孔庙，但由于礼部尚书韩菼议为不可而未成[9]。
- 有学者认为，达海子孙，男系紫带，女则不选秀女并不是因为其创制满文而获得的特权，而是因为达海家族本为觉罗，即原为爱新觉罗氏[注 5][11]。

## 延伸阅读
[在维基数据编辑]
 《清史稿·卷228》，出自趙爾巽《清史稿》

### 引用
1. 1 2 3 4 5 6  佚名 & 王钟翰注解 1987，第187頁
2. ↑  鄂尔泰等 1985，第5324頁
3. ↑  佚名 & 中国第一历史档案馆译 1998，第133-134頁
4. ↑  赵尔巽等 1998，第9256頁
5. 1 2 3 4 5 6 7 8  佚名 & 王钟翰注解 1987，第188頁
6. ↑  佟永功 2009，第10-13頁
7. 1 2 3  佚名 & 王钟翰注解 1987，第189頁
8. ↑  朱志美. . 人民日报海外版 (第08版). 2008年10月6日  [2019-12-13]. （原始内容存档于2019年12月13日）.
9. 1 2 3  赵尔巽等 1998，第9258頁
10. ↑  佟永功 2009，第17-20頁
11. ↑  李林 2006，第128-131頁